# (474) Prudence
(474) Prudence (désignation internationale (474) Prudentia) est un astéroïde de la ceinture principale découvert par Max Wolf le 13 février 1901.
Il est nommé d'après la divinité romaine éponyme.